# Colpoma deustum
Colpoma deustum är en svampart som beskrevs av Sherwood 1979. Colpoma deustum ingår i släktet Colpoma och familjen Rhytismataceae.   Inga underarter finns listade i Catalogue of Life.